# テーブス海
テーブス 海（テーブス かい、1998年〈平成10年〉9月17日 - ）は、日本のプロバスケットボール選手。兵庫県神戸市出身。ポジションはポイントガード。B.LEAGUEのアルバルク東京に所属している。
父はカナダ人で現在は富士通レッドウェーブヘッドコーチのBT・テーブス、母は日本人。弟のテーブス流河もバスケットボール選手。

## 来歴
東洋大学京北高等学校2年よりアメリカ合衆国に渡り、1年目はブリッジトンアカデミー・プレップスクールに入学、2年目よりノースフィールド・マウント・ハーモン・プレップスクールに転校。
複数の大学からスカラシッププレイヤーのオファーが届き、最終学年のシーズンが始まる前の2017年7月、NCAA1部のノースカロライナ大学ウィルミントン校に入学。コロニアルアスレチックアソシエーション（CAA）カンファレンスのルーキー・オブ・ザ・ウィークに選出。
2019年12月、大学を離れ帰国してプロ入りを決意。
2020年1月10日、宇都宮ブレックスに特別指定選手として加入。1月15日のサンロッカーズ渋谷戦でデビュー。
2022年、滋賀レイクスターズに移籍。
2023年、アルバルク東京に移籍。

## 日本代表歴
2018年、日本代表候補に選出され、同年と2019年のウィリアム・ジョーンズカップに出場。
2022年6月、トム・ホーバス体制下でワールドカップ予選出場ロスターに選出される。翌月、FIBAアジアカップにも出場。

## 詳細情報

### 代表歴
- 2022年FIBA男子アジアカップ日本代表